# Mangle (machine)

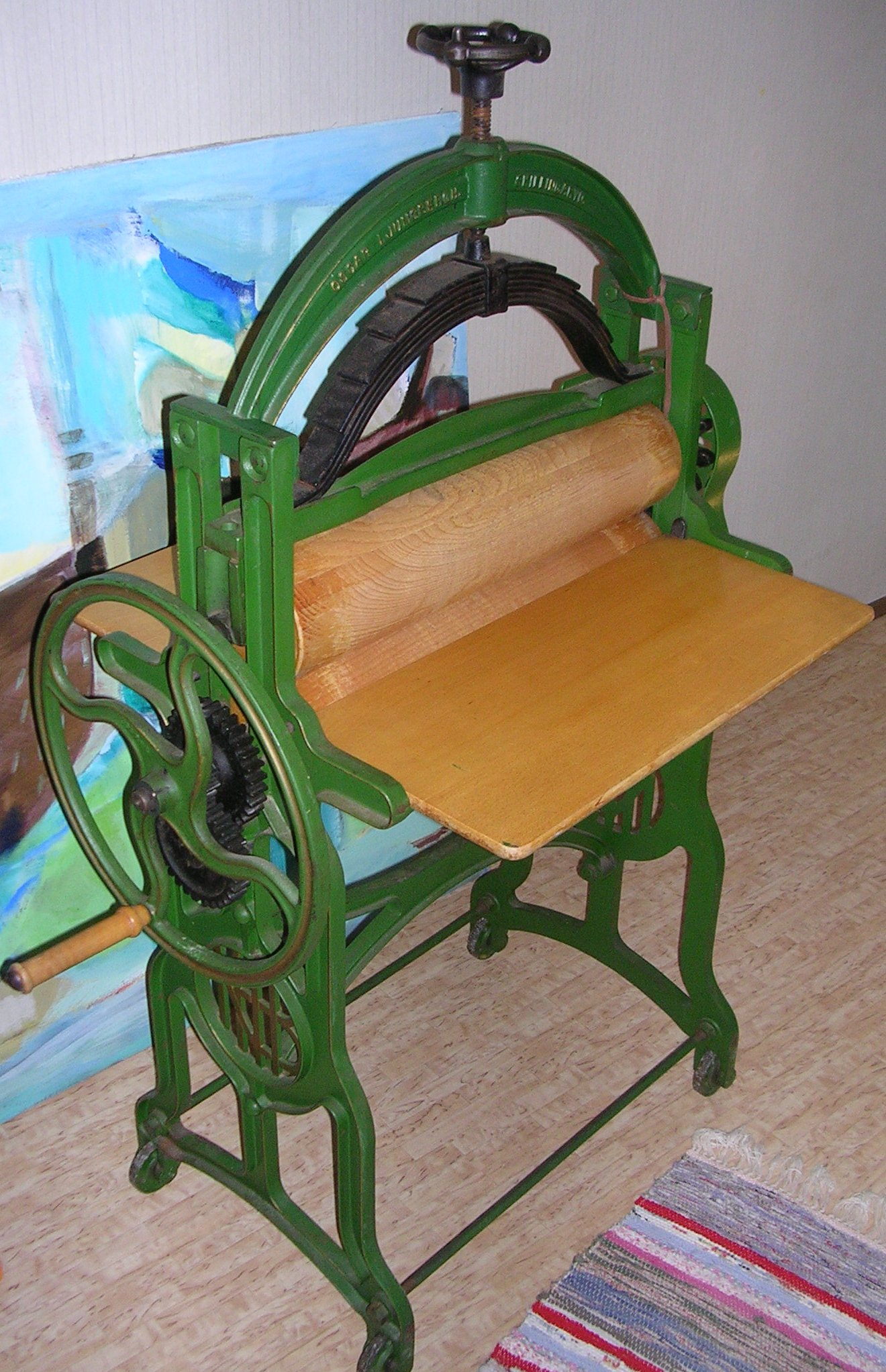
Un mangle de 1934.

Le mangle est une machine utilisée par les Romains au moins depuis le IIIe siècle av. J.-C. pour décupler les efforts et qui se présentait sous la forme d’une grande roue ou cage d'écureuil actionnée par un -parfois deux- homme qui faisait tourner un treuil. Sous Léonard de Vinci, cette machine était destinée à un rôle plus « guerrier ».
Dans l’industrie textile, le mangle est une machine du type calandreuse constituée à l’origine de gros rouleaux dont la forme et la construction est fonction de l’usage.
Lorsque la machine sert à essorer les vêtements, elle porte le nom d'essoreuse à rouleaux (le terme tordeur est déconseillé ).

## Finition des tissus
Dans les traitements de finition, les bandes de textile sont passées entre de lourds rouleaux pour modifier l’aspect et le toucher ; entre des rouleaux lisses et chauffés le tissu prend un aspect lisse et brillant.

## Imprimerie textile
Traditionnellement utilisé avant l’impression des textiles avec des encres de couleur ou plus anciennement avec une préparation à base de rouille, comme cela se pratique encore de manière artisanale dans la ville de Santarcangelo di Romagna (province de Rimini, Italie), l’étoffe de chanvre ou de coton est repassée avec une antique machine de 1633, munie d’une roue de bois de 5 mètres de diamètre (mue par un homme) qui entraîne deux petits rouleaux lestés d’une charge de grosses pierres.

## Essorage

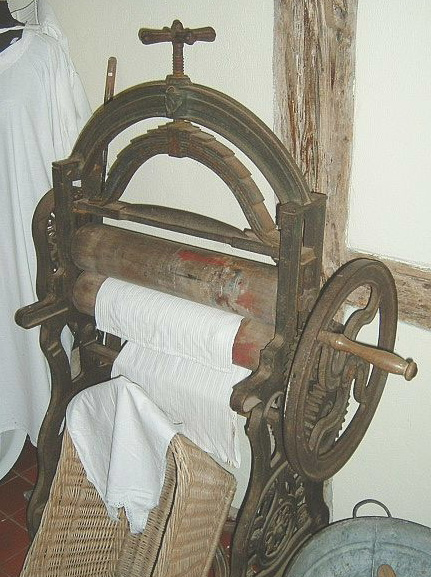
Essoreuse à main

Bien avant l’invention de la machine à laver, l’essorage de grandes pièces d’étoffe était réalisé entre deux rouleaux tournant en sens inverse et dont la pression extirpait l’eau contenue entre les fibres.
Avec la modernisation, les rouleaux sont plus petits de diamètre et entraînés par un moteur électrique, puis rendue obsolète par l’invention de la machine à laver et à essorer.

## Repassage
Les repasseuses apparues dès le milieu du XIXe siècle étaient formées de gros rouleaux d’acier chauffés à la vapeur ou au gaz jusqu’au début du XXe siècle où les résistances électriques permirent de générer de la vapeur sur de petites machines destinées au grand public.
Les repasseuses professionnelles peuvent avoir des rouleaux de 4 mètres de long et d’un grand diamètre pour la repassage en continu de grandes pièces d’étoffe.

## Sources
- (it) Cet article est partiellement ou en totalité issu de l’article de Wikipédia en italien intitulé « Mangano (tessile) » (voir la liste des auteurs) le 27/06/2012.